# Mistrzostwa Ameryki Północnej, Środkowej i Karaibów w Piłce Siatkowej Mężczyzn 2021
Mistrzostwa Ameryki Północnej, Środkowej i Karaibów w Piłce Siatkowej Mężczyzn 2021 - 27. edycja mistrzostw rozegrana w dniach 18 sierpnia – 23 sierpnia 2021 roku w meksykańskim mieście Durango. W rozgrywkach wystartowało 8 reprezentacji narodowych.
Turniej pełnił rolę kwalifikacji do Mistrzostw Świata 2022.

## Drużyny uczestniczące
| Grupa A           | Grupa B           |
| ----------------- | ----------------- |
| Kanada            | Stany Zjednoczone |
| Meksyk            | Dominikana        |
| Portoryko         | Kuba              |
| Trynidad i Tobago | Gwatemala         |

## System rozgrywek[1]
Na początku została rozegrana faza grupowa, mecze w systemie kołowym, „każdy z każdym”. Zwycięzcy grup uzyskali bezpośredni awans do półfinałów. Drużyny z 2. i 3. miejsc w grupach utworzyły pary ćwierćfinałowe. Zwycięzcy ćwierćfinałów trafili do półfinałów głównej rywalizacji, natomiast przegrani zmierzyli się z drużynami z 4. miejsc w grupach w półfinałach rywalizacji o miejsca 5-8. Wygrani tych spotkań zagrali w meczu o miejsca 5-6., a przegrani o miejsca 7-8. Mecz o 3. miejsce rozegrali przegrani półfinałów, natomiast finał - zwycięzcy półfinałów.
Mistrz i Wicemistrz NORCECA otrzymają kwalifikację na Mistrzostwa Świata 2022.

### Punktacja
- Wynik: 3:0; zwycięzca - 5 pkt, przegrany - 0 pkt
- Wynik: 3:1; zwycięzca - 4 pkt, przegrany - 1 pkt
- Wynik: 3:2; zwycięzca - 3 pkt, przegrany - 2 pkt

## Faza grupowa
awans do półfinałów
     awans do ćwierćfinałów
     rywalizacja o miejsca 5-8.

### Grupa A
| Lp. | Drużyna           | Mecze | Mecze | Mecze | Pkt | Małe punkty | Małe punkty | Małe punkty | Sety | Sety | Sety  |
| Lp. | Drużyna           | M     | W     | P     | Pkt | zdob.       | str.        | ratio       | wyg. | prz. | ratio |
| --- | ----------------- | ----- | ----- | ----- | --- | ----------- | ----------- | ----------- | ---- | ---- | ----- |
| 1   | Meksyk            | 3     | 3     | 0     | 14  | 248         | 185         | 1.341       | 9    | 1    | 9.000 |
| 2   | Portoryko         | 3     | 2     | 1     | 11  | 235         | 207         | 1.135       | 7    | 3    | 2.333 |
| 3   | Kanada            | 3     | 1     | 2     | 5   | 204         | 207         | 0.986       | 3    | 6    | 0.500 |
| 4   | Trynidad i Tobago | 3     | 0     | 3     | 0   | 137         | 225         | 0.609       | 0    | 9    | 0.000 |

Źródło: norceca.net
Punktacja: 3:0 – 5 pkt, 3:1 – 4 pkt, 3:2 – 3 pkt, 2:3 – 2 pkt, 1:3 – 1 pkt, 0:3 – 0 pkt
Zasady ustalania kolejności: 1. liczba zwycięstw, 2. liczba punktów, 3. stosunek małych punktów, 4. stosunek setów, 5. bilans w bezpośrednich meczach
| Data  | Godz. | Drużyna 1 | Wynik | Drużyna 2         | 1     | 2     | 3     | 4     | 5 | Widzów | *  |
| ----- | ----- | --------- | ----- | ----------------- | ----- | ----- | ----- | ----- | - | ------ | -- |
| 18.08 | 15:00 | Kanada    | 0:3   | Portoryko         | 22:25 | 20:25 | 19:25 |       |   | 150    | 2  |
| 18.08 | 20:00 | Meksyk    | 3:0   | Trynidad i Tobago | 25:11 | 25:13 | 25:8  |       |   | 1000   | 4  |
| 19.08 | 13:00 | Kanada    | 3:0   | Trynidad i Tobago | 25:22 | 25:18 | 25:14 |       |   | 100    | 5  |
| 19.08 | 20:00 | Meksyk    | 3:1   | Portoryko         | 20:25 | 25:22 | 25:20 | 25:18 |   | 1000   | 8  |
| 20.08 | 13:00 | Portoryko | 3:0   | Trynidad i Tobago | 25:17 | 25:16 | 25:18 |       |   | 100    | 9  |
| 20.08 | 20:00 | Meksyk    | 3:0   | Kanada            | 25:21 | 28:26 | 25:21 |       |   | 1200   | 12 |

### Grupa B
| Lp. | Drużyna           | Mecze | Mecze | Mecze | Pkt | Małe punkty | Małe punkty | Małe punkty | Sety | Sety | Sety  |
| Lp. | Drużyna           | M     | W     | P     | Pkt | zdob.       | str.        | ratio       | wyg. | prz. | ratio |
| --- | ----------------- | ----- | ----- | ----- | --- | ----------- | ----------- | ----------- | ---- | ---- | ----- |
| 1   | Kuba              | 3     | 3     | 0     | 14  | 254         | 217         | 1.171       | 9    | 1    | 9.000 |
| 2   | Stany Zjednoczone | 3     | 2     | 1     | 7   | 277         | 264         | 1.049       | 6    | 6    | 1.000 |
| 3   | Dominikana        | 3     | 1     | 2     | 6   | 277         | 288         | 0.962       | 5    | 7    | 0.714 |
| 4   | Gwatemala         | 3     | 0     | 3     | 3   | 252         | 291         | 0.866       | 3    | 9    | 0.333 |

Źródło: norceca.net
Punktacja: 3:0 – 5 pkt, 3:1 – 4 pkt, 3:2 – 3 pkt, 2:3 – 2 pkt, 1:3 – 1 pkt, 0:3 – 0 pkt
Zasady ustalania kolejności: 1. liczba zwycięstw, 2. liczba punktów, 3. stosunek małych punktów, 4. stosunek setów, 5. bilans w bezpośrednich meczach
| Data  | Godz. | Drużyna 1         | Wynik | Drużyna 2  | 1     | 2     | 3     | 4     | 5     | Widzów | *  |
| ----- | ----- | ----------------- | ----- | ---------- | ----- | ----- | ----- | ----- | ----- | ------ | -- |
| 18.08 | 13:00 | Stany Zjednoczone | 3:2   | Gwatemala  | 24:26 | 25:23 | 23:25 | 25:20 | 15:10 | 100    | 1  |
| 18.08 | 18:00 | Kuba              | 3:1   | Dominikana | 25:17 | 29:31 | 25:21 | 25:19 |       | 850    | 3  |
| 19.08 | 15:00 | Kuba              | 3:0   | Gwatemala  | 25:22 | 25:22 | 25:19 |       |       | 0      | 6  |
| 19.08 | 18:00 | Stany Zjednoczone | 3:1   | Dominikana | 25:18 | 23:25 | 25:18 | 26:24 |       | 600    | 7  |
| 20.08 | 15:00 | Dominikana        | 3:1   | Gwatemala  | 29:31 | 25:16 | 25:19 | 25:19 |       | 200    | 10 |
| 20.08 | 18:00 | Stany Zjednoczone | 0:3   | Kuba       | 23:25 | 23:25 | 20:25 |       |       | 600    | 11 |

## Runda finałowa

### Ćwierćfinały
| Data  | Godz. | Drużyna 1         | Wynik | Drużyna 2  | 1     | 2     | 3     | 4     | 5     | Widzów | *  |
| ----- | ----- | ----------------- | ----- | ---------- | ----- | ----- | ----- | ----- | ----- | ------ | -- |
| 21.08 | 18:00 | Stany Zjednoczone | 2:3   | Kanada     | 25:22 | 22:25 | 15:25 | 25:22 | 10:15 | 600    | 13 |
| 21.08 | 20:00 | Portoryko         | 3:1   | Dominikana | 25:22 | 22:25 | 25:16 | 25:23 |       | 300    | 14 |

### Rywalizacja o miejsca 5-8.
| Data  | Godz. | Drużyna 1         | Wynik | Drużyna 2         | 1     | 2     | 3     | 4     | 5 | Widzów | *  |
| ----- | ----- | ----------------- | ----- | ----------------- | ----- | ----- | ----- | ----- | - | ------ | -- |
| 22.08 | 13:00 | Trynidad i Tobago | 0:3   | Dominikana        | 19:25 | 20:25 | 22:25 |       |   | 125    | 15 |
| 22.08 | 15:00 | Gwatemala         | 1:3   | Stany Zjednoczone | 25:23 | 22:25 | 19:25 | 31:33 |   | 100    | 16 |

### Półfinały
| Data  | Godz. | Drużyna 1 | Wynik | Drużyna 2 | 1     | 2     | 3     | 4     | 5 | Widzów | *  |
| ----- | ----- | --------- | ----- | --------- | ----- | ----- | ----- | ----- | - | ------ | -- |
| 22.08 | 18:00 | Kuba      | 1:3   | Portoryko | 16:25 | 25:19 | 24:26 | 29:31 |   | 850    | 17 |
| 22.08 | 20:00 | Meksyk    | 0:3   | Kanada    | 22:25 | 17:25 | 18:25 |       |   | 1200   | 18 |

### Mecz o 7. miejsce
| Data  | Godz. | Drużyna 1         | Wynik | Drużyna 2 | 1     | 2     | 3     | 4 | 5 | Widzów | *  |
| ----- | ----- | ----------------- | ----- | --------- | ----- | ----- | ----- | - | - | ------ | -- |
| 23.08 | 13:00 | Trynidad i Tobago | 0:3   | Gwatemala | 22:25 | 22:25 | 21:25 |   |   | 100    | 19 |

### Mecz o 5. miejsce
| Data  | Godz. | Drużyna 1  | Wynik | Drużyna 2         | 1     | 2     | 3     | 4     | 5 | Widzów | *  |
| ----- | ----- | ---------- | ----- | ----------------- | ----- | ----- | ----- | ----- | - | ------ | -- |
| 23.08 | 15:00 | Dominikana | 1:3   | Stany Zjednoczone | 25:21 | 22:25 | 22:25 | 21:25 |   | 150    | 20 |

### Mecz o 3. miejsce
| Data  | Godz. | Drużyna 1 | Wynik | Drużyna 2 | 1     | 2     | 3     | 4     | 5 | Widzów | *  |
| ----- | ----- | --------- | ----- | --------- | ----- | ----- | ----- | ----- | - | ------ | -- |
| 23.08 | 18:00 | Kuba      | 1:3   | Meksyk    | 25:22 | 18:25 | 28:30 | 25:27 |   | 700    | 21 |

### Finał
| Data  | Godz. | Drużyna 1 | Wynik | Drużyna 2 | 1     | 2     | 3     | 4 | 5 | Widzów | *  |
| ----- | ----- | --------- | ----- | --------- | ----- | ----- | ----- | - | - | ------ | -- |
| 23.08 | 20:00 | Portoryko | 3:0   | Kanada    | 25:18 | 25:21 | 25:23 |   |   | 1000   | 22 |

| MISTRZ AMERYKI PÓŁNOCNEJ, ŚRODKOWEJ I KARAIBÓW 2021                |
| ------------------------------------------------------------------ |
| PORTORYKO 1. TYTUŁ MISTRZA AMERYKI PÓŁNOCNEJ, ŚRODKOWEJ I KARAIBÓW |

## Klasyfikacja końcowa
| Miejsce | Zespół            | Uwagi                            |
| ------- | ----------------- | -------------------------------- |
|         | Portoryko         | Awans na Mistrzostwa Świata 2022 |
|         | Kanada            | Awans na Mistrzostwa Świata 2022 |
|         | Meksyk            |                                  |
| 4.      | Kuba              |                                  |
| 5.      | Stany Zjednoczone |                                  |
| 6.      | Dominikana        |                                  |
| 7.      | Gwatemala         |                                  |
| 8.      | Trynidad i Tobago |                                  |

## Nagrody indywidualne
| MVP                   | Najlepszy punktujący   | Najlepsi środkowi                        | Najlepszy atakujący | Najlepsi przyjmujący               |
| --------------------- | ---------------------- | ---------------------------------------- | ------------------- | ---------------------------------- |
| Arturo Iglesias       | Henry Tapia            | José Massó Álvarez Dawilin Ramill Méndez | Henry Tapia         | Miguel Ángel López Brandon Koppers |
| Najlepszy zagrywający | Najlepszy rozgrywający | Najlepszy broniący                       | Najlepszy libero    | Najlepszy odbierający              |
| Josué De Jesús López  | Pedro Rangel           | Dennis Del Valle                         | Dennis Del Valle    | Carlos López                       |